# Principado de Snake Hill
El Principado de Snake Hill, también conocido simplemente como Snake Hill, es un estado soberano independiente autoproclamado (micronación), ubicado cerca de Mudgee en Nueva Gales del Sur, Australia. Snake Hill tiene aproximadamente cientos de ciudadanos y reclama tierras del tamaño de Mónaco. Snake Hill reclamó la independencia el 2 de septiembre de 2003, y la princesa Paula afirmó que era un derecho separarse, citando "Estados Unidos, como bien saben, se separó de Inglaterra en 1776. Es un derecho correctivo, un último recurso".

## Historia
Una familia de residentes australianos ya no podía pagar impuestos, y después de un litigio por una hipoteca e inspirados por el Principado de Hutt River, hicieron una investigación legal y llegaron a la conclusión de que formar un país sería completamente legal según la ley australiana, y así declararon la independencia el 2 de septiembre de 2003.
La micronación apareció en Micronaciones: La guía de Lonely Planet para naciones hechas en casa, publicado en 2006.
En 2010, Helena fue coronada princesa Helena después de la muerte en 2010 de su esposo, el príncipe Paul, quien supuestamente fue asesinado por un francotirador. Ese mismo año, la princesa Paula, Judy Lattas de la Universidad de Macquarie y George Cruickshank del Imperio de Atlantium organizaron y fueron anfitriones de una cumbre intermicronacional llamada PoliNation en Isla Dangar en Sídney.
A fines de febrero de 2011, un juez de la Corte Suprema de Nueva Gales del Sur desestimó el argumento de Snake Hiller de que las acciones del banco estaban fuera de la jurisdicción de la corte, y que era una cuestión de derecho internacional y debía remitirse a la Corte Suprema de Australia o la Corte Internacional de Justicia. La princesa Paula siguió apareciendo con frecuencia en los tribunales de Nueva Gales del Sur entre 2011 y 2014.

## Cultura
Snake Hill tiene dos periódicos principales, The Snake Hill Gazette y Snake Hill Women. Snake Hill también afirma operar una iglesia y emitir su propia moneda.

## Realeza
La princesa Helena es la jefa de estado de Snake Hill, que ascendió al trono tras la muerte de su marido, el príncipe Paul. La hija de la princesa Helena es la princesa Paula.